# Stazione di Settimo Torinese
Stazione di Settimo Torinese vasútállomás Olaszországban, Settimo Torinese településen.

## Vasútvonalak
Az állomást az alábbi vasútvonalak érintik:
- Torino–Milánó-vasútvonal
- Settimo Torinese–Pont Canavese-vasútvonal

## Kapcsolódó állomások
A vasútállomáshoz az alábbi állomások vannak a legközelebb:
- Stazione di Torino Stura (Stazione di Chieri, Line SFM1)
- Stazione di Volpiano (Pont railway station, Stazione di Rivarolo Canavese, Line SFM1)
- Stazione di Brandizzo (Stazione di Chivasso, Line SFM2)